# Palioxis
Nella mitologia greca, Palioxis (In greco: Παλίωξις) era il simbolo della ritirata in battaglia (al contrario di Proioxis). Viene citata insieme ad altre personificazioni che hanno a che fare con la guerra.